# Diecezja Caserta
Diecezja Caserta (łac. Dioecesis Casertana) – diecezja Kościoła rzymskokatolickiego we Włoszech, w metropolii Neapolu, w regionie kościelnym Kampania.
Została erygowana w XII wieku.

## Główne świątynie
- Katedra: Katedra św. Michała Archanioła w Casercie
- Bazylika mniejsza: Bazylika Bożego Ciała w Maddaloni